# Glenea quezonica
Glenea quezonica là một loài bọ cánh cứng trong họ Cerambycidae.